# Juania australis
Juania australis är en enhjärtbladig växtart som först beskrevs av Carl Friedrich Philipp von Martius, och fick sitt nu gällande namn av Carl Georg Oscar Drude och Joseph Dalton Hooker. Juania australis ingår i släktet Juania och familjen Arecaceae. Inga underarter finns listade i Catalogue of Life.